# Mas de l'Aguiló
El Mas de l'Aguiló és un mas situat al municipi de Sant Fruitós de Bages, a la comarca catalana del Bages.